# Dencsháza, Baranya
Dencsháza este un sat în districtul Szigetvár, județul Baranya, Ungaria, având o populație de 617 locuitori (2011). 

## Demografie
Componența etnică a satului Dencsháza
     Maghiari (86,43%)
     Romi (13,57%)
Componența confesională a satului Dencsháza
     Fără religie (23,01%)
     Reformați (12,32%)
     Atei (1,13%)
     Necunoscută (63,53%)
     Alte religii (2,43%)
Conform recensământului din 2011, satul Dencsháza avea 617 locuitori. Din punct de vedere etnic, majoritatea locuitorilor (86,43%) erau maghiari, cu o minoritate de romi (13,57%). Nu există o religie majoritară, locuitorii fiind persoane fără religie (23,01%), reformați (12,32%) și atei (1,13%). Pentru 63,53% din locuitori nu este cunoscută apartenența confesională.